# 横浜歌謡ショー将棋倒し事故
横浜歌謡ショー将棋倒し事故（よこはまかようショーしょうぎだおしじこ）は、1960年に横浜市で発生した群集事故である。

## 概要
1960年（昭和35年）3月2日、ラジオ関東（現：アール・エフ・ラジオ日本）は開局1周年を記念して、自社番組である『歌謡曲ゴールデン・ヒット・ショー』の公開録音を、神奈川県横浜市中区の横浜公園体育館で開催することにしていた。
会場となった横浜公園体育館の定員は3,500名（立ち見を含めても4,000名）だったが、主催するラジオ関東側は「無料招待券を受け取っても、実際には来ない者が大勢いるだろう」と判断し、定員の2倍を越える8,000枚以上の無料招待券を配布していた。
しかし予想に反して、当日は招待券を受け取った観客を含めて約6,000人が来場した。
体育館へは正面入口と北側入口にそれぞれ2列ずつ希望者を並ばせ、17時30分より入場を開始した。ほどなく館内は満席で、なお外にいる入場希望者の全てを収容することが不可能な状況となり、会場の入口ではアルバイトの警備員などが「もう館内は満席で、これ以上は中へ入れません」と館内の事情を説明し、入場を阻止しようとした。
しかし、無料招待券を手にした多くの希望者は「入場券を持っているんだから、早く中へ入れろよ」と、警備員相手に罵声を浴びせたり騒ぎ立てるなどした。
そして17時45分頃、会場内へ複数の入場希望者が行列に割り込む形で無理矢理入ろうしたところ、北側入口で将棋倒しが発生。約100名が巻き込まれて圧死12名・重傷者8名・軽傷者多数を出した。
この事態に横浜市内の中・南・磯子の各消防署から救急車が出動し、負傷者を警友病院・横浜中央病院・花園橋病院・国際親善病院・大仁病院などにそれぞれ搬送された。またこれだけでは足りずに警察車両や、流しで運転中のタクシーなども動員された。
神奈川県警察本部は、事故後の19時頃より現場検証と共に関係者の事情聴取を開始した。それによると、北側入口は観音開きのドアが付いた横幅3mの狭い入口であり、しかも事故発生当時は入場者を制限するために、2枚のドアのうち1枚を閉鎖していたことが判明した。またドアの下には縁石が段差となっており、ここに足を取られて転んだことが将棋倒しの原因になったと推定された。
この公開録音ではラジオ関東の社員10名・アルバイト学生25名・そして加賀町警察署の警官19名が警備に当たっていた。しかし事故の発生を防ぎ切れなかった。事故後、加賀町警察署の次長は読売新聞の取材に対し「主催者（ラジオ関東）からの届出では、来場者数は4千人程度とのことで、その数なら混乱は発生しないと判断し、特に警備を通常より増員することなどはしなかった」とコメントしている。
予想以上の人数が押しかけて来た原因として、出演者が落語家の林家三平・歌手では島倉千代子・青木光一・若山彰など、当時日本の芸能界を代表する豪華なメンバーだったことが挙げられる。
死者の中には横浜造船所の社宅に住む親子3名（母親と子供2名）などもいた。
この事故発生により、公開録音ショーは急遽中止になった。
事故発生後ラジオ関東は、当日夜の番組放送を急遽全て中止にし、お詫びと事故の詳細について報じた。また、磯野庸幸社長の名で翌日（3月3日）の読売新聞などにお詫び広告を出している。